# Collège Marianopolis
Le Marianopolis College est un établissement d'enseignement collégial anglophone mixte privé au Québec, situé dans la ville de Westmount.

## Histoire
Les origines du Collège remontent à Marguerite Bourgeoys, fondatrice des sœurs de la Congrégation de Notre-Dame de Montréal et également fondatrice de la première école en Nouvelle-France en 1658. L'école a souvent déménagé avant d'arriver à son site actuel. Le collège a été fondé en tant que Notre Dame Ladies College en 1908 par la Congrégation afin d'offrir une éducation classique aux jeunes filles anglophones de l'époque. En 1926, il avait été renommé Marguerite-Bourgeoys College en l'honneur de la fondatrice de la Congrégation. En 1944, l'école prend le nom de Marianopolis College (du grec Ville de Marie). Avec la création d'un nouveau niveau d'enseignement supérieur intermédiaire entre l'école secondaire et l'université en 1967, les cégeps, en 1969, Marianopolis laisse tomber la formation universitaire pour se concentrer sur la formation collégiale.
Pendant une trentaine d'années, l'école est située au 3647 rue Peel (dans un immeuble qui sera vendu à l'université McGill) où elle avait aménagé en 1945 à la suite d'un feu dans un immeuble précédent. En 1975, l'école est déménagée au 3880 chemin de la Côte-des-Neiges, dans l'ancien Séminaire de Philosophie des Sulpiciens, qui par la suite a été transformé en appartements de luxe appelés «M sur la Montagne». En 2007, l'école est retournée à son adresse originale au 4873 av. Westmount, une ancienne maison-mère de la Congrégation de Notre-Dame de Montréal et auparavant l'Institut pédagogique, une école normale supérieure fondée par la même communauté religieuse pour former des enseignantes. Ce prestigieux édifice historique a été conçu en 1926 par Jean-Omer Marchand, un architecte réputé à son époque, qui a aussi conçu l'ancien Palais de justice municipal et la tour de la Paix du Parlement canadien à Ottawa.

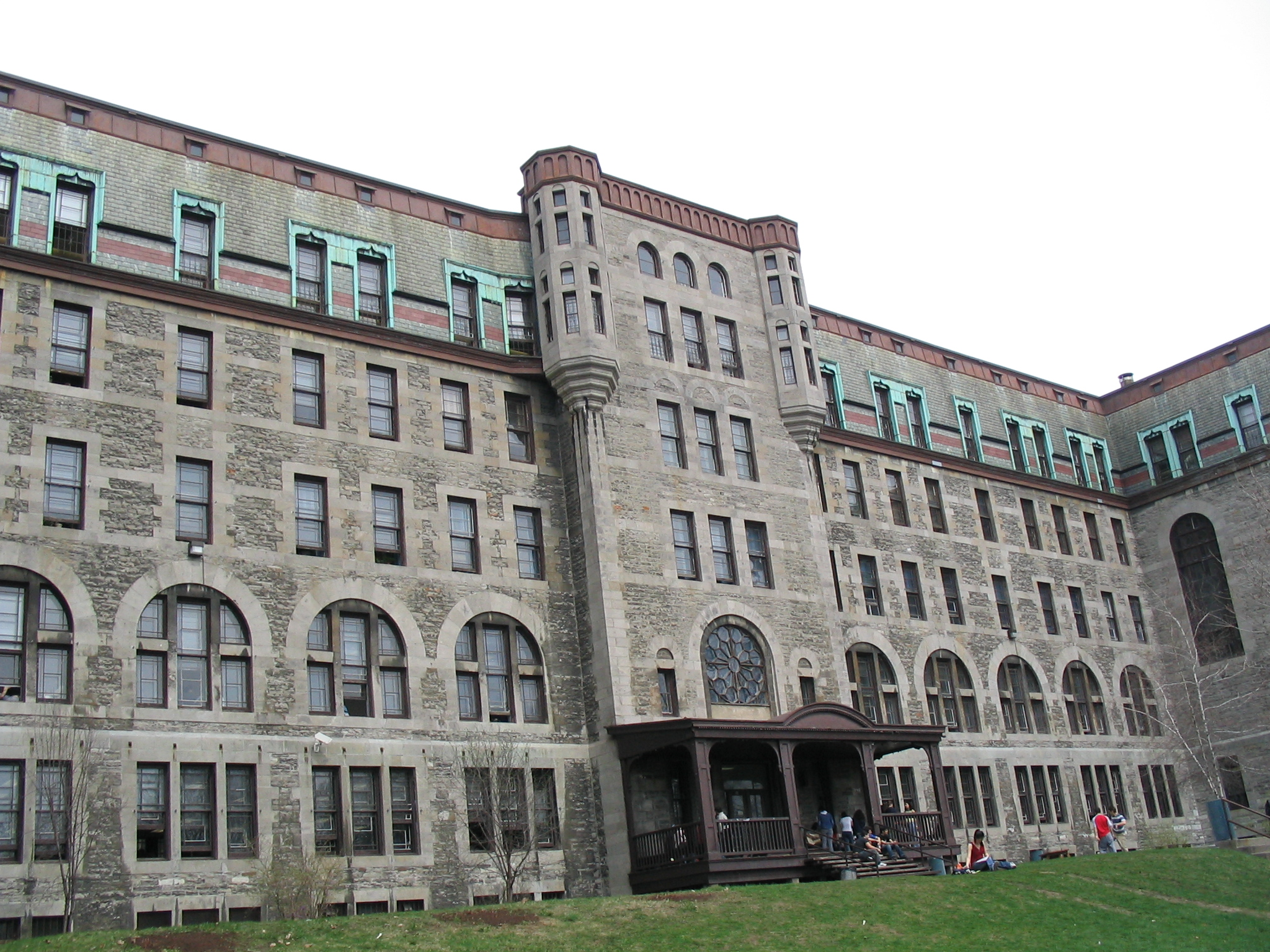
L'ancien campus de Marianopolis

Bien que la Congrégation assure toujours la direction du collège, le curriculum qu'il offre est maintenant de caractère laïc. Depuis sa transformation en collège, l'école admet aussi bien les filles que les garçons.
Marianopolis College est un des plus petits collèges à Montréal et même au Québec avec une population étudiante actuelle de moins de 1 800 étudiants. Au fil des ans, Marianopolis College s'est bâti une excellente réputation pour la qualité de son enseignement. Sept finissants ont été sélectionnés comme boursiers Loran, la dernière en 2014.

## Statistiques
- Population étudiante: moins de 2 000
- Associations étudiantes: plus de 70